# Kleingebiet Baja
Das Kleingebiet Baja (ungarisch Bajai kistérség) war bis Ende 2012 eine ungarische Verwaltungseinheit (LAU 1) innerhalb des Komitats Bács-Kiskun in der Südlichen Großen Tiefebene. Im Zuge der Verwaltungsreform von 2013 wurde es hauptsächlich aufgeteilt auf den nachfolgenden Kreis Baja (ungarisch Bajai járás), zwei Gemeinden wurden dem Kreis Bácsalmás und eine dem Kreis Jánoshalma zugeordnet.
Das Kleingebiet hatte 71.741 Einwohner (Ende 2012) auf einer Fläche von 1190,18 km² und umfasste 20 Gemeinden.
Der Verwaltungssitz war in der einzigen Stadt Baja.

## Stadt
Baja (36.224 Ew.)

## Gemeinden
| Bácsbokod      | Bácsborsód | Bácsszentgyörgy | Bátmonostor  | Csátalja      |
| Csávoly        | Dávod      | Dunafalva       | Érsekcsanád  | Érsekhalma    |
| Felsőszentiván | Gara       | Hercegszántó    | Nagybaracska | Nemesnádudvar |
| Rém            | Sükösd     | Szeremle        | Vaskút       |               |

Koordinaten: 46° 11′ N, 19° 1′ O